# 프라도 델 레이역
프라도 델 레이 역(스페인어: Prado del Rey)은 마드리드 경전철 2호선의 역이다. 마드리드 지방 포수엘로데알라르콘 시의 프라도델레이 지역에 있다. 요금구역상으로는 B1구역에 속한다.

## 역사
2007년 7월 27일 마드리드 경전철 2호선의 개통과 함께 문을 열었다.

## 환승 정보
역 주변에 시외버스 정류장이 두 곳 있다.
버스
- 시외버스
  - 560, 561, 561A, 561B, 563번 노선 (주간)

경전철
| 마드리드 경전철 | 마드리드 경전철       | 마드리드 경전철          |
| --------------- | --------------------- | ------------------------ |
| 콜로니아 하르딘 | 마드리드 경전철 2호선 | 소모사과스 수르 아라바카 |